# Zonnedorp
Zonnedorp is een fictief dorp uit de stripreeks Jommeke, bedacht door Jef Nys. Het grootste deel van de hoofdpersonages uit de stripreeks wonen in dit dorp.

## Inwoners
- Jommeke, de hoofdrolspeler uit de stripreeks.
- Flip, de papegaai van Jommeke.
- Theofiel en Marie, de ouders van Jommeke.
- Filiberke, de beste vriend van Jommeke.
- Pekkie, Filiberkes hond en een goede speurhond, vooral als hij de slager zoekt.
- Annemieke en Rozemieke, een tweeling.
- Choco, de aap van de Miekes.
- Professor Gobelijn, de vindingrijke maar vaak verstrooide professor.
- Anatool, de slechterik in het verhaal en de vijand van Jommeke en de hele bende. Toch herhaalt Jommeke meermaals in de reeks dat Anatool diep van binnen een goed persoon is.
- Kwak en Boemel, deze 2 beste vrienden wonen in een hol in het bos. Net als Anatool willen ze graag rijk worden en zijn ze de vijand van Jommeke, al helpt Jommeke ze ook vaak uit de problemen, zoals in De olijke oliemannen. In sommige verhalen zijn ze vrienden van Jommeke.
- De koningin van Onderland, een geestesgestoorde koningin die al meermaals geprobeerd heeft haar eigen rijk te stichten.

## Plagen
Het dorp wordt meermaals getroffen door verschillende plagen. Steeds opnieuw gebeurt dit door een vergissing van Professor Gobelijn. Meestal wordt alleen Zonnedorp getroffen maar het komt ook voor dat de hele omgeving of zelfs de hele wereld de dupe wordt van de verstrooidheid van Gobelijn, hoewel dit ook soms komt door een fout van andere mensen, zoals Professor Denkenkop. Onderstaande lijst is mogelijk niet compleet.
- In Kinderen baas maakt Gobelijns wijsheiddrankje kinderen veel slimmer, maar volwassen gaan zich gedragen als kinderen.
- In Het staartendorp maakte professor Gobelijn een middel om Pekkie's staart weer aan te laten groeien. Door een vergissing komt het staartgroeimiddel in de riool terecht en als gevolg krijgen veel inwoners van Zonnedorp een staart. In hetzelfde verhaal komt per ongeluk het anti-zwaartekrachtmiddel in de riool terecht waardoor de inwoners van Zonnedorp zweven.
- In De Samsons ontsnapt een haargroeigas door toedoen van een uil, gevolg is dat iedereens haren beginnen te groeien en men ook super sterk wordt.
- In De vruchtenmakers verspreidt Gobelijn een gas om bomen en planten te laten groeien, het neveneffect is dat mensen ook bomen op hun hoofd krijgen.
- In De luchtzwemmers verspreidt Gobelijn een pilletje dat de zwaartekracht opheft, door Flips toedoen krijgen gevaarlijke dieren uit de zoo ook zo'n pilletje binnen.
- Nogmaals in De luchtzwemmers verspreidt Gobelijn een pilletje dat de zwaartekracht moet terugbrengen, maar in omliggende dorpen zorgt het ervoor dat mensen niet meer van de grond kunnen komen.
- In De lustige slurvers laten Jommeke en Filiberke een drankje om de slurf van een olifant te laten groeien, welke Gobelijn in grote hoeveelheden heeft aangemaakt, naar het riool lopen voor de veiligheid. Het drankje blijkt echter niet gefilterd te worden bij de waterzuivering en verspreidt zich toch over de omgeving.
- In De grote knoeiboel test Gobelijn een drankje zelf uit. Hij verandert in een wezen dat niet meer kan eten, drinken, etc. Jommeke en Filiberke willen voorkomen dat het goedje andere mensen besmet. Maar het blijkt dat de instructies op de pomp verkeerd waren waardoor de hele wereld besmet raakt.
- In De kopermicroben zijn de mensen onrechtstreeks de slachtoffers van een fout door Professor Denkenkop, deze laat een microbe vrij die ervoor zorgt dat koper niet meer kan geleiden waardoor de stroom overal uitvalt. Gobelijn probeert dit op te lossen.
- In De babbelpil krijgen alle inwoners van Zonnedorp, met uitzondering van Jommeke pillen van de professor waardoor ze met hun huisdieren kunnen praten. Ze krijgen echter zelf de eigenschappen van hun huisdieren en verliezen hierbij ook hun menselijke verstand.
- In De atchoembloem ontsnapt een virusje uit het laboratorium van professor Gobelijn en besmet Anatool via een ijsje. Hij besmet op zijn beurt andere inwoners van Zonnedorp die op hun beurt weer anderen besmetten. Deze plaag is echter geen gevolg van een uit de hand gelopen uitvinding van de professor.

## Trivia
Zonnedorp komt voor in het Suske en Wiske album De uil van Sidoneia.